# Gampopa
Gampopa (1079-1153) byl zakladatelem školy Kagjüpa, jedné ze čtyř velkých škol tibetského buddhismu. Byl hlavním žákem Milaräpy a učitel 1. Karmapy Düsum Khjenpy. Je považován za pátého držitele linie Kagjü. Buddha v Samádhirádžasútře předpověděl, že Gampopa bude tím, kdo rozšíří dharmu po celém Tibetu.
Gampopa v překladu znamená „podobný slunci“. Vlastním jménem Sönam Rinčhen alias Daö Žönnu je známý též jako Dagpolhadže nebo lékař z Dhagpa.

## Život
Gampopa se narodil v Ňalu ve východním Tibetu. Jeho otec byl lékař a ho vychovával tak, aby šel v jeho šlépějích. Tak se i Gampopa stal lékařem. Ve dvaceti letech se Gampopa oženil. Obě jeho děti padly za oběť epidemii, která řádila v okolí. Když stejnou nákazou onemocněla i jeho žena, pověděla mu, že nestrpí to, že bude mít Gampopa jinou ženu. Gampopa jí tedy slíbil, že se stane mnichem. Později, když bylo Gampopovi 26 let, se stal mnichem a stal se prvním mnichem v linii Kagjüpa. Přihlásil se nejdříve ke škole Kadampa. Studoval u mnoha mistrů a dosáhl hlubokého pochopení Buddhova učení. Poté vstoupil jako žák do učení k Milaräpovi, který mu předal učení mahámudry. Po smrti učitele se Gampopa rozhodl založit vlastní školu, kterou nazval Kagjüpa. Čtyři nejdůležitější žáci Gampopy založili čtyři velké školy Kagjü. Později vzniklo ještě osm menších škol. Jeho nejznámější dílo se nazývá Ozdobný drahokam osvobození a Gampopa v něm popisuje jednotlivé stupně na duchovní cestě.